# Geneviève Bührer-Thierry
Pour les articles homonymes, voir Bührer et Thierry.
Geneviève Bührer-Thierry, née le 12 octobre 1960, est une enseignante-chercheuse et historienne française. Professeure des universités, titulaire d'une chaire d'histoire médiévale de l'Université Panthéon-Sorbonne depuis 2014, elle est spécialiste de l'histoire politique et sociale du haut Moyen Âge germanique.

## Biographie

### Formation
Elle fait ses études à l'École normale supérieure de Saint-Cloud (1981), puis obtient une maîtrise d’histoire médiévale à Paris IV en 1983. Son directeur de mémoire est Olivier Guillot. Elle obtient ensuite l'agrégation d'histoire en 1984 puis un DEA d’histoire médiévale, encore une fois sous la direction de Olivier Guillot et toujours à Paris IV en 1985. En 1994, elle obtient finalement un doctorat (sous le nouveau régime) en histoire médiévale, toujours à Paris-IV et sous la direction de Guillot.

### Carrière
En 1989, elle obtient une bourse d'études d'un an auprès de la Fondation Thiers par le biais de leur Centre de Recherches Humanistes (placé sous le patronage de l'Institut de France). Entre 1991 et 1992, Bührer-Thierry est attachée temporaire d'enseignement et de recherche auprès de l'université Paris-VIII avant de devenir jusqu'en 1995, professeure agrégé détachée auprès de l'université de Franche-Comté.
De 1995 à 2005, elle est maîtresse de conférence à l'université Paris-Est-Marne-la-Vallée, période durant laquelle elle devient habilitée à diriger des recherches, sous la direction de Régine Le Jan, à l'université Panthéon-Sorbonne en 2004. Toujours à Paris-Est-Marne-la-Vallée, elle enseigne en tant que professeur d'histoire médiévale jusqu'en 2014. Depuis cette date, elle est professeure d'histoire médiévale à l'université Paris 1 Panthéon-Sorbonne.

### Télévision
En 2015, elle participe à l'émission Secrets d'Histoire consacrée à  Charlemagne, intitulée Sacré Charlemagne !, diffusée le 8 septembre 2015 sur France 2.

## Thèmes de recherche
Ses travaux explorent le monde franc (Ve au Xe siècle) sous l'aune du discours et de la symbolique du pouvoir royal mais aussi de l'expansion politique et culturelle de cet espace vers les mondes germanique et slave. Autrement, ses études l'ont conduite à travailler également sur les formes et les caractères du pouvoir épiscopal dans le haut Moyen Âge ainsi que le rôle des femmes dans les stratégies patrimoniales de l'aristocratie européenne du VIIIe au Xe siècle

## Responsabilités
En date du 4 juin 2025, ses responsabilités universitaires, associatives et éditoriales sont respectivement les suivantes : elle est d'abord directrice du laboratoire de médiévistique occidentale de Paris depuis 2019 et est également membre du jury de l’agrégation d'histoire à partir de la session 2017-2018. Elle est membre de la Société des historiens médiévistes de l’enseignement supérieur public (SHMESP), a publié dans leurs actes et a dirigé celui de 2007. Elle est également membre du Comité de Pilotage du « Dictionnaire des Femmes de l’Ancienne France », responsable de toutes les notices du Haut Moyen Âge[réf. nécessaire]. Enfin, elle dirige la rédaction de la revue Médiévales (Presses Universitaires de Vincennes) publiée avec le concours du CNRS.

## Publications

### Ouvrages
- Évêques et pouvoir dans le royaume de Germanie : les Églises de Bavière et de Souabe, 876-97, Paris, Picard, 1997, 278 p. (ISBN 9782708405257)
- Les sociétés en Europe du milieu du VIe à la fin du IXe siècle : enjeux historiographiques, méthodologie, bibliographie commentée, Paris, Armand Colin, 2002, 172 p. (ISBN 2-200-26363-5)
- Avec Thomas Deswarte (dir.), Pouvoirs, Église et société dans les royaumes de France, de Bourgogne et de Germanie : de 888 aux premières années du XIIe siècle, Paris, CNED : Éditions Sedes, 2008, 299 p. (ISBN 978-2-301-00032-3)
- Aux marges du monde germanique : l'évêque, le prince, les païens (VIIIe – XIe siècles), Paris, Brepols, 2014, 391 p. (ISBN 978-2-503-55267-5)
- Avec Charles Mériaux et Jean-Louis Biget (dir.), La France avant la France : 481-888, Paris, Belin, coll. « Histoire de France sous la direction de Joël Cornette », 2014, 3e éd. (1re éd. 2010), 687 p. (ISBN 978-2-7011-9188-1)
- L'Europe carolingienne : 714-888, Malakoff, Armand Colin, coll. « Cursus. Histoire », 2019, 4e éd. (1re éd. 2001), 212 p. (ISBN 978-2-200-62282-4)

### Articles
- « Les femmes et la terre : Transmission des patrimoines et stratégies sociales des familles dans l’aristocratie du monde carolingien (VIIe – Xe siècles) », Varia, vol. 8,‎ 2004 (DOI https://doi.org/10.4000/cem.858)

### Albums
- Co-scénario avec Clotilde Bruneau, Vincent Delmas et dessin de Gwendal Lemercier, Charlemagne (Album), Glénat/Fayard, coll. « Ils ont fait l'Histoire », juin 2014, 56 p. (ISBN 978-2-7234-9556-1)[5]

## Distinctions

### Décorations
- Chevalier de l'ordre des Palmes académiques[2].